# Bronisław Polityński
Bronisław Bolesław Polityński (ur. 3 października 1884 w Zagórzu, zm. 3 listopada 1977) – major piechoty Wojska Polskiego, urzędnik, starosta.

## Życiorys
Bronisław Polityński urodził się 3 października 1884 w Zagórzu. Był synem wdowca Bolesława Polityńskiego (1832-1888, powstaniec styczniowy z 1863) i Franciszki Dębowskiej (gospodyni, młynarka). Jego bratem był Bolesław Zygmunt, ciotką była Maria Dębowska, po mężu Krzyżanowska, a kuzynem Julian Krzyżanowski.
W 1906 zdał egzamin dojrzałości w C. K. Gimnazjum Męskim w Sanoku (w jego klasie byli m.in. Michał Drwięga, Marian Placzek, Michał Stepek, Ryszard Zacharski, Tadeusz Zaleski). Ukończył studia na Wydziale Prawa Uniwersytetu Lwowskiego. Uzyskał dyplom magistra. Przed 1914 przystąpił do gniazda Polskiego Towarzystwa Gimnastycznego „Sokół” w Zagórzu
Podczas I wojny światowej został zmobilizowany do C. K. Armii i przydzielony do służby w szeregach 45 pułku piechoty (przed wojną stacjonującego w Sanoku). W rezerwie piechoty został mianowany porucznikiem z dniem 1 lipca 1915. W 1915 chory przebywał w Szpitalu Garnizonowym Nr 8 w Przemyślu. Został awansowany na stopień nadporucznika z dniem 1 sierpnia 1917. Do 1918 był oficerem rezerwy 45 pułku piechoty.
W listopadzie 1917 w prasie austriackiej szeroko opisywano rzekomo nieludzkie traktowanie niemieckich żołnierzy pochodzących z Dolnej Austrii, którzy zostali przeniesieni w liczbie około 400 z 84 pułku piechoty do 45 pułku piechoty w Przemyślu, a w szczególności relacjonowano wypadki w szeregach stacjonującego w Siedmiogrodzie batalionu marszowego, gdzie dowódca kompanii por. Polityński miał wielokrotnie policzkować niemieckich żołnierzy.
Po odzyskaniu przez Polskę niepodległości 16 listopada 1918 w Sanoku wstąpił do Wojska Polskiego i służył do 11 stycznia 1919. Ponownie wstąpił w szeregi WP 20 grudnia 1919 w Smolewiczach. Od tego czasu był dowódcą kompanii w 79 pułku piechoty. Brał udział w wojnie polsko-bolszewickiej 1919-1920. Od 10 września 1920 do 1 stycznia 1923 dowodził batalionem w 79 pułku piechoty, po wojnie garnizonującym w Słonimiu. 3 maja 1922 został zweryfikowany w stopniu majora ze starszeństwem z dniem 1 czerwca 1919 i 187. lokatą w korpusie oficerów piechoty, a według ówczesnego źródła wojskowego jego oddziałem macierzystym był 78 pułk piechoty w Baranowiczach. W lipcu tego roku został zatwierdzony na stanowisku dowódcy batalionu sztabowego. Po przeniesieniu do 50 pułku piechoty w Kowlu od 1 stycznia 1923 do 1 lipca 1927 sprawował stanowisko dowódcy III batalionu, detaszowanego w Sarnach. 28 stycznia 1925 dowódca Okręgu Korpusu Nr II, generał dywizji Jan Romer udzielił mu pochwały za „celowe zorganizowanie przygotowań mobilizacyjnych”. W maju 1927 został zwolniony z zajmowanego stanowiska i oddany do dyspozycji dowódcy Okręgu Korpusu Nr II. Następnie został przeniesiony do 65 pułku piechoty w Grudziądzu, gdzie od 1 lipca 1927 do 1 października 1929 był komendantem składnicy wojennej w Inowrocławiu. Według stanu z 1928 figurował jako komendant kadry batalionu zapasowego 65 p.p. W marcu 1929 został zwolniony z zajmowanego stanowiska i oddany do dyspozycji dowódcy Okręgu Korpusu Nr VIII, a z dniem 30 września tego roku przeniesiony w stan spoczynku. W 1934, jako oficer stanu spoczynku pozostawał w ewidencji Powiatowej Komendy Uzupełnień Łańcut. Posiadał przydział do Oficerskiej Kadry Okręgowej Nr X. Był wówczas „przewidziany do użycia w czasie wojny”.
Sprawował urząd starosty powiatu łańcuckiego. W 1930 był pracownikiem starostwa powiatowego w Łańcucie. W latach 30. pracował jako urzędnik w starostwie powiatu sanockiego. W tym czasie był delegatem obwodu powiatowego Ligi Obrony Powietrznej i Przeciwgazowej.
Przed 1939 był członkiem sanockiego gniazda Polskiego Towarzystwa Gimnastycznego „Sokół”. W sierpniu 1939 pełnił stanowisko komendanta gmachu starostwa powiatu sanockiego i w tym czasie został przedstawiony do odznaczenia Srebrnym Krzyżem Zasługi przez wizytującego rejon premiera RP, Felicjana Sławoj Składkowskiego.
Po wybuchu II wojny światowej w trakcie kampanii wrześniowej został zmobilizowany do Batalionu „Sanok” Obrony Narodowej. Według własnej relacji we wrześniu 1939 wstąpił do nadrzędnej nad powyższym Batalionem 3 Brygady Górskiej Strzelców, dowodzonej przez płk. Jana Kotowicza. Później przedostał się na Węgry, gdzie został internowany. Przebywał od 23 września do 31 marca 1940 w obozie w Győr, potem przez sześć tygodni w Léva, później w Kiskunlacháza, a następnie od 24 lipca 1944 do 2 stycznia 1945 w Zalacsány i w Fertőszentmiklós. Od 3 stycznia 1945 przebywał w Oflagu IIIA Genshagen pod Berlinem (numer jeniecki 176 687). Tam po wkroczeniu Armii Czerwonej od południa pod Berlin odzyskał wolność 21 lub 23 kwietnia 1945. W wymienionych obozach dla żołnierzy polskich pełnił obowiązki oficera oświatowego.
Około 8–9 maja 1945 powrócił do Polski. Do 3 września 1945 przebywał na rekonwalescencji w Sanoku. 1 czerwca 1945 został zrehabilitowany w Krakowie. Od 3 września 1945 do 1 lipca 1948 jako pracownik umysłowy był zatrudniony w przedsiębiorstwach i instytucjach państwowych. Od 4 września 1945 do 15 czerwca 1946 był sprzedawcą w Państwowym Monopolu Spirytusowym w Lesku. Od 15 czerwca do 1 grudnia 1946 był sekretarzem w Państwowym Przedsiębiorstwie Traktorów i Maszyn Rolniczych. Od 16 grudnia 1946 do 31 sierpnia 1950 był nauczycielem w Państwowym Liceum Rolniczym w Dąbrówce Polskiej pod Sanokiem. Od 1 września 1950 do 30 listopada 1951 przy Lidze Przyjaciół Żołnierza Oddział Sanok pełnił funkcję kierownika administracyjnego odbudowy Domu Żołnierza w Sanoku. Od 14 lutego 1952 do 31 stycznia 1955 był pracownikiem umysłowym w Rejonie Eksploatacji Dróg Publicznych w Sanoku. Od 1 lutego do 31 marca 1955 był pracownikiem umysłowym w Wojewódzkim Przedsiębiorstwie Hurtu Spożywczego w Sanoku. Od 1 kwietnia 1955 do 3 lipca 1958 był pracownikiem umysłowym w Prezydium Miejskiej Rady Narodowej w Sanoku. Od 1 lipca 1958 przebywał na rencie starczej.
W 1946 zaangażował się w próbę reaktywacji Towarzystwa Gimnastycznego „Sokół” w Sanoku. Był jednym z założycieli stowarzyszenia „Towarzystwo Domu Żołnierza Polskiego w Sanoku”, zarejestrowanego 12 marca 1946. od 1946 należał do komitetu sklepowego PSS w Sanoku Od 4 czerwca 1948 był członkiem Związku Zawodowego Pracowników Państwowych i Społecznych przy Prezydium MRN w Sanoku. W listopadzie 1956 został wybrany członkiem obwodowej komisji wyborczej nr 2 w Sanoku. W późniejszych został też członkiem Związku Bojowników o Wolność i Demokrację w Sanoku.
W okresie PRL był bezpartyjny. W Sanoku zamieszkiwał przy ulicy Emilii Plater 2. Czasowo też mieszkał w Katowicach przy ul. Brzozowej.
Z żoną Bronisławą z domu Albert miał syna Mieczysława (ur. 1913, urzędnik prywatny, od 25 marca 1940 żonaty z Janiną Kirklewską, aresztowany przez Niemców 27 maja 1940 i osadzony w obozie Auschwitz-Birkenau), córki Zofię Bronisławę (ur. 1915, od 1937 zamężna z Michałem Dietrichem), Stefanię Kazimierę (ur. 1917, od 1938 zamężna z Tadeuszem Borczykiem). Zmarł 3 listopada 1977 i został pochowany na Cmentarzu Bonifratrów w Katowicach. Obok została pochowana jego córka Stefania Jurek z domu Polityńska (1917-2010).

## Ordery i odznaczenia
polskie
- Krzyż Walecznych (przed 1924)[62]
- Medal Zwycięstwa i Wolności 1945 (1970)[43]
- Złota Odznaka Honorowa Ligi Obrony Powietrznej i Przeciwgazowej I stopnia (przed 1938)[63]

austro-węgierskie
- Złoty Medal Waleczności (przed 1918)[13]
- Srebrny Medal Zasługi Wojskowej z mieczami na wstążce Krzyża Zasługi Wojskowej (przed 1918)[20]
- Brązowy Medal Zasługi Wojskowej na wstążce Krzyża Zasługi Wojskowej (przed 1917)[19] z mieczami (przed 1918)[20]
- Krzyż Wojskowy Karola (przed 1918)[20]
- Najwyższe pochwalne uznanie (1916)[64]
- Najwyższe pochwalne uznanie wraz z przyznaniem mieczów (styczeń 1918)[65]